# Cilice
Cilice ist eine niederländische Progressive-Metal-Band, die im Jahr 2006 in Amsterdam gegründet wurde.

## Geschichte
Die Band wurde im Jahr 2006 gegründet, nachdem sich die Gruppen Orphanage und N3uk! aufgelöst hatten. Nachdem die Band die ersten Lieder fertiggestellt hatte, ging sie ab April 2007 auf Tour durch Europa und Brasilien. Ihr Debütalbum Deranged Headtrip erschien im Jahr 2009 bei PMM Records. Der Veröffentlichung folgte eine dreimonatige Tour durch Europa, auf der die Band in über 20 Ländern spielte. Nachdem Sänger Daniël de Jongh die Band verlassen hatte um Textures beizutreten, kam Bryan Ramage neu zur Besetzung.

## Stil
Die Band spielt progressiven Metal, der als "Djent" bezeichnet wird. Die Musik wird als eine Mischung aus Meshuggah und Nine Inch Nails beschrieben.

## Diskografie
- 2009: Deranged Headtrip (Album, PMM Records)